# Association européenne contre le cancer du col de l'utérus
Pour les articles homonymes, voir ECCA.
 (juin 2015).
L'Association européenne contre le cancer du col de l'utérus (European Cervical Cancer Association, ECCA) a été créée en 2002 afin de promouvoir la mise en place de programmes de prévention du cancer du col utérin.
Pour atteindre cet objectif, l’association a réuni parmi ses membres : des sociétés d'oncologie, des associations médicales, des chercheurs travaillant sur le cancer du col de l'utérus, des cliniciens et des groupes de malades. Ainsi, elle a formé un large réseau d’expertise couvrant toute l'Europe et tous les aspects de la prévention de cette maladie. Le domaine de compétence des membres est complété par des spécialistes en communication en santé travaillant pour l'ECCA. De leur travail collaboratif résulte son programme éducatif présent maintenant dans presque tous les pays européens.
La direction de l'ECCA dépend de son conseil d'administration composé d'experts de renommée mondiale dans le domaine du dépistage du cancer, de la gynécologie, de l'oncologie, de la santé publique, de la virologie et des vaccins contre ce cancer.

## Conseil d'administration
- Dr Anne Szarewski – Cancer Research UK (Royaume-Uni)
- Dr Magdalena Grce – Institut Rudjer Boskovic (Croatie)
- Pr Hélène Sancho-Garnier – Epidaure CRLCC (France)

## Pays membres
- Allemagne
- Belgique
- Bosnie-Herzégovine
- Bulgarie
- Chypre
- Croatie
- Danemark
- Espagne
- Estonie
- États-Unis
- Finlande
- Russie
- France
- Géorgie
- Grèce
- Islande
- Irlande
- Italie
- Lettonie
- Lituanie
- Norvège
- Portugal
- République tchèque
- Roumanie
- Serbie
- Slovénie
- Pays-Bas
- République de Macédoine
- Royaume-Uni
- Turquie